# 나카노촌 (히로시마현 도요타군)
나카노촌(中野村)은 히로시마현 도요타군에 설치되었던 촌이다. 현재의 오사키카미지마정에 해당한다.